# Finolex
Finolex è un'azienda conglomerata indiana con sede a Pune, in India. Il gruppo Finolex comprende Finolex Cables Ltd., Finolex Industries Ltd., Finolex J-Power Systems Ltd. e Finolex Plasson Industries Ltd. Il gruppo è stato fondato nel 1958 da PP Chhabria e KP Chhabria.